# Zemětřesení v Šamachi 1859
Zemětřesení v Šamachi 1859 (ázerbájdžánsky Şamaxı zəlzələsi 1859) bylo zemětřesení střední velikosti 5,9 Mw, , které se odehrálo 11. června 1859 a mělo epicentrum nedaleko města Šamachi v Šamachinské gubernii, Ruské říše (dnešní Ázerbájdžán). Zemřelo 100 lidí, ale město bylo natolik zničeno zemětřesením, že bylo rozhodnuto přesunout správní centrum do města Baku a celou gubernii přejmenovat na Bakuskou gubernii.